# Culicoides gouldi
Culicoides gouldi är en tvåvingeart som beskrevs av Wirth och Hubert 1989. Culicoides gouldi ingår i släktet Culicoides och familjen svidknott. Inga underarter finns listade i Catalogue of Life.